# Сендув (Опочинський повіт)
Сендув (пол. Sędów) — село в Польщі, у гміні Білачув Опочинського повіту Лодзинського воєводства.
Населення — 359 осіб (2011).
У 1975-1998 роках село належало до Пйотрковського воєводства.

## Демографія
Демографічна структура станом на 31 березня 2011 року:
|          | Загалом | Допрацездатний вік | Працездатний вік | Постпрацездатний вік |
| -------- | ------- | ------------------ | ---------------- | -------------------- |
| Чоловіки | 180     | 39                 | 115              | 26                   |
| Жінки    | 179     | 45                 | 86               | 48                   |
| Разом    | 359     | 84                 | 201              | 74                   |